# Wind Breaker (manga)
Pour les articles homonymes, voir Wind Breaker.
Wind Breaker (stylisé en majuscules) est une série de mangas écrite et illustrée par Satoru Nii. Elle est publiée sur le site Web Magazine Pocket de Kōdansha depuis janvier 2021, et 22 volumes tankōbon sont sortis en juin 2025. La version française est publiée par Pika Édition depuis février 2023.
Une adaptation en série télévisée d'animation produite par CloverWorks est diffusée entre avril et juin 2024. Une deuxième saison est diffusée entre avril et juin 2025.

## Synopsis
Haruka Sakura est un lycéen qui arrive au lycée Fûrin, connu pour son taux de délinquance élevé. Son objectif : affronter les meilleurs bagarreurs et devenir le meilleur d’entre eux. Mais cela ne va pas être aussi simple qu’il ne le pensait.

## Personnages
Haruka Sakura (桜 遥, Sakura Haruka)
Voix japonaise : Yuma Uchida (ja), voix française : Alan Aubert-Carlin
Il est un nouvel élève en seconde du lycée Fuurin. La raison pour laquelle il est entré au lycée était parce qu’il voulait atteindre le sommet. Il présente une hétérochromie dans les cheveux et les yeux, ce qui le rend unique. Malgré sa nature têtue, c'est un tsundere et il a un grand sens de la justice. Il rougit dès qu'on le remercie ou le complimente.
Kyōtarō Sugishita (杉下 京太郎, Sugishita Kyōtarō)
Voix japonaise : Koki Uchiyama, voix française : Thomas Debaene
Un élève de seconde comme Sakura. Il ne parle pas trop. Seul élève à avoir eu le droit d'intégrer le lycée alors qu'il était collégien. Son idole est Umemiya.
Hayato Suō (蘇枋 隼飛, Suō Hayato)
Voix japonaise : Nobunaga Shimazaki, voix française : Garlan Le Martelot
Un élève de seconde comme Sakura. Il devient alors son bras droit aux côtés d'Akihiko. Il porte toujours un cache-œil et a un style de combat calme.
Hajime Umemiya (梅宮 一, Umemiya Hajime)
Voix japonaise : Yuichi Nakamura, voix française : Fred Colas
Un élève de terminale et le représentant du lycée Fuurin. Il a une personnalité enjouée qui amène Sakura à s'interroger sur son statut de leader. Il aime jardiner au sommet de l'école.
Tōma Hiiragi (柊 登馬, Hiiragi Tōma)
Voix japonaise : Ryōta Suzuki (ja), voix française : Laurent Blanpain
Un élève de terminale au lycée de Fuurin et l'un des quatre rois gardiens.
Akihiko Nirei (楡井 秋彦, Nirei Akihiko)
Voix japonaise : Shōya Chiba (ja), voix française : Arthur Pestel
Un élève de seconde comme Sakura. Il devient alors son bras droit. Bien que geek, il possède de nombreuses informations sur les élèves délinquants de diverses écoles.
Taiga Tsugeura (柘浦 大河, Tsugeura Taiga)
Voix japonaise : Kengo Kawanishi
Un nouvel étudiant comme Sakura. Il est obsédé par l'entraînement musculaire.
Mitsuki Kiryu (桐生 三輝, Kiryu Mitsuki)
Voix japonaise : Toshiyuki Toyonaga
Un élève de seconde comme Sakura. Il a des cheveux longs et des piercings.
Kotoha Tachibana (橘 ことは, Tachibana Kotoha)
Voix japonaise : Ikumi Hasegawa (ja), voix française : Margaux Maillet
Une propriétaire de café du quartier qui est comme une grande sœur pour les étudiants de Fuurin.
Ren Kaji (梶 蓮, Kaji Ren)
Voix japonaise : Nobuhiko Okamoto
Elève de 1ère. Reconnaissable à sa sucette et ses écouteurs autour du cou.

## Médias

### Manga
Écrite et illustrée par Satoru Nii, la série a commencé sa sérialisation sur le site Web Magazine Pocket de Kōdansha le 13 janvier 2021. Depuis le 9 juin 2025, les chapitres individuels de la série ont été rassemblés en 22 volumes tankōbon au Japon.
En mars 2022, Kodansha USA a annoncé avoir obtenu une licence pour la publication numérique en anglais de la série. Lors de leur panel Anime NYC 2022, Kodansha USA a annoncé qu'ils commenceraient à publier des copies imprimées fin 2023.
La version française est éditée par Pika Édition depuis février 2023. Seize tomes sont sortis le 18 juin 2025.

#### Liste des volumes
| no | Japonais         | Japonais                                                                 | Français        | Français          |
| no | Date de sortie   | ISBN                                                                     | Date de sortie  | ISBN              |
| -- | ---------------- | ------------------------------------------------------------------------ | --------------- | ----------------- |
| 1  | 7 mai 2021       | 978-4-06-522979-8                                                        | 15 février 2023 | 978-2-81-166905-8 |
| 2  | 9 juillet 2021   | 978-4-06-524015-1                                                        | 15 février 2023 | 978-2-81-167761-9 |
| 3  | 9 septembre 2023 | 978-4-06-524849-2                                                        | 19 avril 2023   | 978-2-81-167762-6 |
| 4  | 9 novembre 2021  | 978-4-06-525995-5                                                        | 21 juin 2023    | 978-2-81-167763-3 |
| 5  | 7 janvier 2022   | 978-4-06-526596-3                                                        | 23 août 2023    | 978-2-81-168020-6 |
| 6  | 9 mars 2022      | 978-4-06-527281-7                                                        | 18 octobre 2023 | 978-2-81-168021-3 |
| 7  | 9 juin 2022      | 978-4-06-528174-1                                                        | 6 décembre 2023 | 978-2-81-168022-0 |
| 8  | 9 août 2022      | 978-4-06-528846-7                                                        | 21 février 2024 | 978-2-81-168659-8 |
| 9  | 7 octobre 2022   | 978-4-06-529412-3                                                        | 17 avril 2024   | 978-2-81-168734-2 |
| 10 | 6 janvier 2023   | 978-4-06-530343-6                                                        | 19 juin 2024    | 978-2-81-168736-6 |
| 11 | 7 avril 2023     | 978-4-06-531234-6                                                        | 21 août 2024    | 978-2-81-168738-0 |
| 12 | 8 juin 2023      | 978-4-06-531879-9                                                        | 23 octobre 2024 | 978-2-81-168740-3 |
| 13 | 8 août 2023      | 978-4-06-532670-1                                                        | 4 décembre 2024 | 978-2-81-168940-7 |
| 14 | 9 novembre 2023  | 978-4-06-533549-9                                                        | 5 février 2025  | 978-2-81-169771-6 |
| 15 | 9 janvier 2024   | 978-4-06-534179-7                                                        | 16 avril 2025   | 978-2-81-169773-0 |
| 16 | 8 mars 2024      | 978-4-06-534870-3                                                        | 18 juin 2025    | 978-2-81-169775-4 |
| 17 | 9 mai 2024       | 978-4-06-535507-7                                                        | 20 août 2025    | 978-2-81-169777-8 |
| 18 | 7 août 2024      | 978-4-06-536127-6                                                        | 15 octobre 2025 | 979-1-04-330230-5 |
| 19 | 8 octobre 2024   | 978-4-06-537189-3                                                        | 3 décembre 2025 | 979-1-04-330232-9 |
| 20 | 8 janvier 2025   | 978-4-06-538060-4 (édition standard) 978-4-06-538331-5 (édition limitée) |                 |                   |
| 21 | 7 mars 2025      | 978-4-06-538840-2                                                        |                 |                   |
| 22 | 9 juin 2025      | 978-4-06-539749-7                                                        |                 |                   |
| 23 | 9 septembre 2025 | 978-4-06-540692-2                                                        |                 |                   |

### Anime
Une adaptation en série télévisée d'animation produite par CloverWorks a été annoncée le 30 mars 2023,. Il est réalisé par Toshifumi Akai, avec des scénarios écrits par Hiroshi Seko, un personnage conçu par Taishi Kawakami et une musique composée par Ryo Takahashi. La série a été créée le 5 avril 2024 sur le tout nouveau bloc de programmation Super Animeism Turbo sur toutes les chaînes affiliées de JNN, y compris MBS et TBS. La série est diffusée sur la plateforme Crunchyroll pour les pays francophones. Muse Communication a autorisé la série en Asie du Sud-Est.
Le générique de début est Zettai Reido (絶対零度, "Absolute Zero") , interprété par Natori (ja), tandis que le générique de fin est Muteki (無敵, "Unbeatable"), interprété par Young Kee.
Une deuxième saison est annoncée après la diffusion du dernier épisode de la première saison pour une sortie prévue en 2025. La série est diffusée du 4 avril au 20 juin 2025 sur le même bloc de programme que la première saison,.
Le générique de début de la deuxième saison est Boyz interprété par SixTones (ja) tandis que le générique de fin est It's myself interprété par shytaupe.

#### Liste des épisodes

##### Saison 1
| No | Titre français               | Titre japonais   | Titre japonais         | Date de 1re diffusion |
| No | Titre français               | Kanji            | Rōmaji                 | Date de 1re diffusion |
| -- | ---------------------------- | ---------------- | ---------------------- | --------------------- |
| 1  | Sakura et Fûrin              | サクラとフウリン | Sakura to Fūrin        | 5 avril 2024          |
| 2  | Le héros idéal               | 憧れのヒーロー   | Akogare no hīrō        | 12 avril 2024         |
| 3  | Celui qui se tient au sommet | 頂に立つ男       | Itadaki ni tatsu otoko | 19 avril 2024         |
| 4  | Conflit                      | 衝突             | Shōtotsu               | 26 avril 2024         |
| 5  | Un mec gentil                | 優しい男         | Yasashī otoko          | 3 mai 2024            |
| 6  | Je te suivrai jusqu'au bout  | その背中を追って | Sono senaka o otte     | 10 mai 2024           |
| 7  | Je peux pas perdre           | 負けられない戦い | Make rarenai tatakai   | 17 mai 2024           |
| 8  | Échange de points de vue     | 思いを継いで     | Omoi o tsuide          | 24 mai 2024           |
| 9  | La méthode Umemiya           | 梅宮の流儀       | Umemiya no ryūgi       | 31 mai 2024           |
| 10 | La discute                   | 対話             | Taiwa                  | 7 juin 2024           |
| 11 | Nouveaux potes               | 新たな級友       | Aratana kyūyū          | 14 juin 2024          |
| 12 | À la hauteur                 | 頼られる者       | Tayora reru mono       | 21 juin 2024          |
| 13 | Pour un pote                 | 友のため         | Tomo no tame           | 28 juin 2024          |

##### Saison 2
| No      | Titre français           | Titre japonais | Titre japonais          | Date de 1re diffusion |
| No      | Titre français           | Kanji          | Rōmaji                  | Date de 1re diffusion |
| ------- | ------------------------ | -------------- | ----------------------- | --------------------- |
| 1 (14)  | Colère                   | 怒り           | Ikari                   | 4 avril 2025          |
| 2 (15)  | Conclusion               | 決着           | Ketchaku                | 11 avril 2025         |
| 3 (16)  | Re:start                 |                |                         | 18 avril 2025         |
| 4 (17)  | Les conseils d'un aîné   | 先輩の教え     | Senpai no oshie         | 25 avril 2025         |
| 5 (18)  | Ma voie                  | 居場所         | Ibasho                  | 2 mai 2025            |
| 6 (19)  | Le secret des sentiments | 密かな想い     | Hisokana omoi           | 9 mai 2025            |
| 7 (20)  | Le quartier de la nuit   | 宵の街         | Yoi no machi            | 16 mai 2025           |
| 8 (21)  | Ensemble au front        | 共同戦線       | Kyōdō sensen            | 23 mai 2025           |
| 9 (22)  | Shall we dance ?         |                |                         | 30 mai 2025           |
| 10 (23) | Une main tendue          | 救いの手       | Sukionote               | 6 juin 2025           |
| 11 (24) | Après la tempête         | 嵐のあと       | Arashi no ato           | 13 juin 2025          |
| 12 (25) | La raison de la force    | 誰が為の強さ   | Dare ga tame no tsuyosa | 20 juin 2025          |

## Réception
La série s'est classée 20e au Next Manga Awards 2021 dans la catégorie web manga. À AnimeJapan 2022, la série s’est classée neuvième dans un sondage demandant quels mangas les gens veulent voir animés.

### Annotations
1. 1 2  Les titres français de l'adaptation en anime proviennent de Crunchyroll.

### Œuvres
Édition japonaise
1. 1 2  (ja) « ＷＩＮＤ　ＢＲＥＡＫＥＲ（１） », sur Kōdansha (consulté le 3 juillet 2024).
2. 1 2  (ja) « ＷＩＮＤ　ＢＲＥＡＫＥＲ（２） », sur Kōdansha (consulté le 3 juillet 2024).
3. 1 2  (ja) « ＷＩＮＤ　ＢＲＥＡＫＥＲ（３） », sur Kōdansha (consulté le 3 juillet 2024).
4. 1 2  (ja) « ＷＩＮＤ　ＢＲＥＡＫＥＲ（４） », sur Kōdansha (consulté le 3 juillet 2024).
5. 1 2  (ja) « ＷＩＮＤ　ＢＲＥＡＫＥＲ（５） », sur Kōdansha (consulté le 3 juillet 2024).
6. 1 2  (ja) « ＷＩＮＤ　ＢＲＥＡＫＥＲ（６） », sur Kōdansha (consulté le 3 juillet 2024).
7. 1 2  (ja) « ＷＩＮＤ　ＢＲＥＡＫＥＲ（７） », sur Kōdansha (consulté le 3 juillet 2024).
8. 1 2  (ja) « ＷＩＮＤ　ＢＲＥＡＫＥＲ（８） », sur Kōdansha (consulté le 3 juillet 2024).
9. 1 2  (ja) « ＷＩＮＤ　ＢＲＥＡＫＥＲ（９） », sur Kōdansha (consulté le 3 juillet 2024)
10. 1 2  (ja) « ＷＩＮＤ　ＢＲＥＡＫＥＲ（１０） », sur Kōdansha (consulté le 3 juillet 2024).
11. 1 2  (ja) « ＷＩＮＤ　ＢＲＥＡＫＥＲ（１１） », sur Kōdansha (consulté le 3 juillet 2024).
12. 1 2  (ja) « ＷＩＮＤ　ＢＲＥＡＫＥＲ（１２） », sur Kōdansha (consulté le 3 juillet 2024).
13. 1 2  (ja) « ＷＩＮＤ　ＢＲＥＡＫＥＲ（１３） », sur Kōdansha (consulté le 3 juillet 2024).
14. 1 2  (ja) « ＷＩＮＤ　ＢＲＥＡＫＥＲ（１４） », sur Kōdansha (consulté le 3 juillet 2024).
15. 1 2  (ja) « ＷＩＮＤ　ＢＲＥＡＫＥＲ（１５） », sur Kōdansha (consulté le 3 juillet 2024).
16. 1 2  (ja) « ＷＩＮＤ　ＢＲＥＡＫＥＲ（１６） », sur Kōdansha (consulté le 3 juillet 2024).
17. 1 2  (ja) « ＷＩＮＤ　ＢＲＥＡＫＥＲ（１７） », sur Kōdansha (consulté le 3 juillet 2024).
18. 1 2  (ja) « ＷＩＮＤ　ＢＲＥＡＫＥＲ（１８） », sur Kōdansha (consulté le 3 juillet 2024).
19. 1 2  (ja) « ＷＩＮＤ　ＢＲＥＡＫＥＲ（１９） », sur Kōdansha (consulté le 30 août 2024).
20. 1 2  (ja) « ＷＩＮＤ　ＢＲＥＡＫＥＲ（２０） », sur Kōdansha (consulté le 3 décembre 2024).
21. ↑  (ja) « ＷＩＮＤ　ＢＲＥＡＫＥＲ（２０）　特装版 », sur Kōdansha (consulté le 3 décembre 2024).
22. 1 2  (ja) « ＷＩＮＤ　ＢＲＥＡＫＥＲ（２１） », sur Kōdansha (consulté le 28 janvier 2025).
23. 1 2  (ja) « ＷＩＮＤ　ＢＲＥＡＫＥＲ（２２） », sur Kōdansha (consulté le 13 mai 2025).
24. 1 2  (ja) « ＷＩＮＤ　ＢＲＥＡＫＥＲ（２３） », sur Kōdansha (consulté le 22 juillet 2025).

Édition française
1. 1 2 3  « Wind Breaker tome 16 », sur Pika Édition (consulté le 3 avril 2024).
2. 1 2  « Wind Breaker tome 1 », sur Pika Édition (consulté le 3 juillet 2024).
3. 1 2  « Wind Breaker tome 2 », sur Pika Édition (consulté le 3 juillet 2024).
4. 1 2  « Wind Breaker tome 3 », sur Pika Édition (consulté le 3 juillet 2024).
5. 1 2  « Wind Breaker tome 4 », sur Pika Édition (consulté le 3 juillet 2024).
6. 1 2  « Wind Breaker tome 5 », sur Pika Édition (consulté le 3 juillet 2024).
7. 1 2  « Wind Breaker tome 6 », sur Pika Édition (consulté le 3 juillet 2024).
8. 1 2  « Wind Breaker tome 7 », sur Pika Édition (consulté le 3 juillet 2024).
9. 1 2  « Wind Breaker tome 8 », sur Pika Édition (consulté le 3 juillet 2024).
10. 1 2  « Wind Breaker tome 9 », sur Pika Édition (consulté le 3 juillet 2024).
11. 1 2  « Wind Breaker tome 10 », sur Pika Édition (consulté le 3 juillet 2024).
12. 1 2  « Wind Breaker tome 11 », sur Pika Édition (consulté le 3 juillet 2024).
13. 1 2  « Wind Breaker tome 12 », sur Pika Édition (consulté le 29 septembre 2024).
14. 1 2  « Wind Breaker tome 13 », sur Pika Édition (consulté le 29 septembre 2024).
15. 1 2  « Wind Breaker tome 14 », sur Pika Édition (consulté le 29 septembre 2024).
16. 1 2  « Wind Breaker tome 15 », sur Pika Édition (consulté le 6 novembre 2024).
17. 1 2  « Wind Breaker tome 17 », sur Pika Édition (consulté le 16 avril 2025).
18. 1 2  « Wind Breaker tome 18 », sur Pika Édition (consulté le 16 juillet 2025).
19. 1 2  « Wind Breaker tome 19 », sur Pika Édition (consulté le 16 juillet 2025).